# Coll Forcat
Coll Forcat är ett bergspass i Spanien.   Det ligger i provinsen Província de Girona och regionen Katalonien, i den östra delen av landet, 600 km öster om huvudstaden Madrid. Coll Forcat ligger 829 meter över havet.
Terrängen runt Coll Forcat är kuperad åt sydväst, men åt nordost är den bergig. Coll Forcat ligger uppe på en höjd. Runt Coll Forcat är det ganska glesbefolkat, med 29 invånare per kvadratkilometer. Närmaste större samhälle är Portbou, 19,6 km öster om Coll Forcat. I omgivningarna runt Coll Forcat växer i huvudsak blandskog.